# Смітвілл-Сандерс (Індіана)
Смітвілл-Сандерс (англ. Smithville-Sanders) — переписна місцевість (CDP) в США, в окрузі Монро штату Індіана. Населення — 3323 особи (2020).

## Географія
Смітвілл-Сандерс розташований за координатами 39°3′35″ пн. ш. 86°30′39″ зх. д. / 39.05972° пн. ш. 86.51083° зх. д. (39.059692, -86.510771).  За даними Бюро перепису населення США в 2010 році переписна місцевість мала площу 27,76 км², уся площа — суходіл.

## Демографія
Згідно з переписом 2010 року, у переписній місцевості мешкали 3184 особи в 1357 домогосподарствах у складі 868 родин. Густота населення становила 115 осіб/км².  Було 1864 помешкання (67/км²).
Расовий склад населення:
| - 95,9 % — білих - 1,1 % — азіатів - 1,0 % — чорних або афроамериканців - 0,1 % — корінних американців |

До двох чи більше рас належало 1,7 %. Частка іспаномовних становила 1,3 % від усіх жителів.
За віковим діапазоном населення розподілялося таким чином: 23,1 % — особи молодші 18 років, 65,4 % — особи у віці 18—64 років, 11,5 % — особи у віці 65 років та старші. Медіана віку мешканця становила 41,8 року. На 100 осіб жіночої статі у переписній місцевості припадало 101,6 чоловіків;  на 100 жінок у віці від 18 років та старших — 103,8 чоловіків також старших 18 років.
Середній дохід на одне домашнє господарство  становив 93 304 долари США (медіана — 66 851), а середній дохід на одну сім'ю — 96 939 доларів (медіана — 74 185). За межею бідності перебувало 3,5 % осіб, у тому числі 1,3 % дітей у віці до 18 років та 2,1 % осіб у віці 65 років та старших.
Цивільне працевлаштоване населення становило 1814 особи. Основні галузі зайнятості: освіта, охорона здоров'я та соціальна допомога — 32,4 %, виробництво — 17,4 %, будівництво — 12,8 %, мистецтво, розваги та відпочинок — 9,9 %.